# Estela de Sophytos de Kandahar
La inscripció de Sophytos de Kandahar és un epigrama funerari sobre una estela de pedra calcària de forma quadrangular, que mesura 62 x 62 x 12,5 cm. Ha estat datada d’entre el s. II aC i el s. I dC. L’acabat tosc a la cara anterior fa pensa que fou dissenyada per a ser encastada en la paret d’un edifici. Es creu que provenia de l'antiga ciutat d'Alexandria d'Aracòsia, a Kandahar, Afganistan.
La inscripció està escrita en forma de dístic elegíac i inclou un acròstic que llegeix Per Sophytos, fill de Naratos. La complexitat literària deixa entreveure un gran domini de la literatura grega per part de l'autor. L’estela narra la trajectòria vital de Sophytos (en grec: Σώφυτος), que arruïnat en la seva joventut, viatja arreu fins a recuperar la riquesa i reconstruir la casa familiar.

## Descobriment, localització, i ubicació actual
La localització exacta de la troballa de la peça és desconeguda. Fou trobada en un lloc no determinat al sud de la ciutat de Kandahar (Afganistan), l’antiga Alexandria d’Aracòsia. La inscripció fou publicada oficialment l’any 2004 per Bernard, Pinault i Rougemont, tot i que fou publicada anteriorment a la conferència Lattes sur l'archéologie de l'Afghanistan (maig 2003) i a l'Académie des Inscriptions et Belles-Lettres (octubre 2003), entre d’altres. En un primer moment la inscripció va ser identificada a través d’una fotografia; posteriorment, es verificà amb l’original, que forma part d’una col·lecció privada.

## Context històric
Alexandria d’Aracòsia fou una peça important en els jocs de poder entre els imperis Selèucida i Maurya durant els segles VI i II aC, essent un dels centres principals dels regnes indio-grecs. Si més no, destaca l'autonomia de la regió i la poca integració dins les estructures administratives dels imperis dels quals formà part. Destaca la gran activitat econòmica que ha tingut la zona històricament.
La colonització hel·lènica de la zona remet a les campanyes d’Alexandre Magne cap a la vall de l’Indus, a l’establiment de diverses satrapies i la fundació de noves ciutats. Després de la mort d’Alexandre el 303 aC, Aracòsia passà a ser territori de l’imperi Maurya a través de l’acord entre Seleukos I i Chandragrupta Maurya. Posteriorment, al segle II aC, la zona estigué breument sota domini de la dinastia Shunga, després formà part del regne grec de Bactriana i més tard del regne indo-grec.
La interacció i el sincretisme cultural entre el món hel·lenístic i l'Índia durant aquesta època està ben documentat i estudiat. La inscripció demostra l’adopció de la cultura hel·lenística en les altes i mitjanes esferes índies a Alexandria d’Aracòsia.

## Consideracions i debats

### Cronologia i datació
La troballa descontextualitzada de la peça dificulta enormement la datació de la inscripció. A priori, no existeix un consens entre investigadors. Els primers editors varen datar la inscripció del s. II aC, en relació amb els aspectes culturals d’auge de la cultura grega a la zona de l’actual Kandahar.Si més no, estudis paleogràfics recents plantegen la seva pertinença al s. I aC com a molt temprà, tot contrastant la inscripció de Sophytos amb d’altres de la mateixa zona. Els aspectes formals per si mateixos, però, són suficients per a datar la troballa, de manera que altres autors argüeixen que si bé algun moment del II segle aC encaixa amb els processos culturals, no es pot descartar que es tracti d’una data posterior.

### Influència hel·lènica a l’esfera índia
Temàticament, el contingut de la inscripció implica que fou concebuda per l’autor per a ser llegida per hom. La seva gran qualitat literària coincideix amb la tradició dels epigrames funeraris grecs. Això fa pensar que aquesta es produí en un context amb una gran influència cultural grega, dominada de forma refinada per alguns dels habitants. Alguns autors, com Roberto Morales-Harley, han apuntat fins i tot la influència homèrica en l’estela.
Si més no, els noms de Sophytos i el seu pare Naratos, no són grecs, sinó que provenen dels noms indis Subhuti i Narada, respectivament. Al mateix temps, però, les referències a divinitats gregues i la influència homèrica fan pensar que l’audiència per qui fou concebuda tenia també un alt coneixement de la cultura hel·lènica. Aquest fet mostra que el sincretisme es produí en l’àmbit administratiu i militar, però també en cultura de les altes esferes socials.  

## Transcripció en grec
Σωφύτου στήλη
Δ Δηρὸν ἐμῶγ κοκυῶν ἐριθηλέα δώματ᾽ ἐόντα
Ι ἲς ἄμαχος Μοιρῶν ἐξόλεσεν τριάδος·
Α αὐτὰρ ἐγὼ, τυννὸς κομιδῆι βιότοιό τε πατρῶν
Σ Σώφυτος εὖνις ἐὼν οἰκτρὰ Ναρατιάδης,
Ω ὡς ἀρετὴν Ἑκάτου Μουσέων τ᾽ ἤσχηκα σὺν ἐσθλῆι
Φ φυρτὴν σωφροσύνηι, θήμος ἐπεφρασάμην
Υ ὑψώσαιμί κε πῶς μέγαρον πατρώϊον αὔθις·
Τ τεκνοφόρον δὲ λαβὼν ἄλλοθεν ἀργύριον,
Ο οἴκοθεν ἐξέμολον μεμαὼς οὐ πρόσθ᾽ ἐπανελθεῖν
Υ ὕψιστον κτᾶσθαι πρὶμ μ᾽ άγαθῶν ἄφενος·
Τ τοὔνεκ᾽ ἐπ᾽ ἐμπορίηισιν ἰῶν εἰς ἄστεα πολλὰ
Ο ὄλβον ἀλωβήτος εὐρὺν ἐληισάμην
Υ ὑμνητὸς δὲ πέλων πάτρην ἐτέεσσιν ἐσῖγμαι
Ν νηρίθμοις τερπνός τ᾽ εὐμενέταις ἐφάνην·
Α ἀμφοτέρους δ᾽ οἶκόν τε σεσηπότα πάτριον εἶθαρ
Ρ ῥέξας ἐκ καινῆς κρέσσονα συντέλεσα
Α αἶάν τ᾽ ἔς τύμβου πεπτωκότος ἄλλον ἔτευξα,
Τ τὴν καὶ ζῶν στήλην ἐν ὁδῶι ἐπέθηκα λάλον.
Ο οὕτως οὖν ζηλωτὰ τάδ᾽ ἔργματα συντελέσαντος

Υ υἱέες υἱωνοί τ᾽ οἶκον ἔχοιεν ἐμοὖ.